# 加斯杰洛夫卡河
加斯杰洛夫卡河（俄语：Река Гастелловка）或内路川（日语：／）是萨哈林州波罗奈区的河流，源起东利相斯基山脉东坡，向东南流，长30公里，流域面积168平方公里，在加斯杰洛村注入捷尔佩尼耶湾。下游宽20米，深2米。波利亚科夫卡河是其主要支流。

## 引用
1. ↑  М·Г·瓦西科夫斯基. . 列宁格勒: 气象出版社. 1973 （俄语）.
2. ↑  . 国家水登记处.   [2023-10-14]. （原始内容存档于2018-04-29） （俄语）.